# 双口吸虫症
双口吸虫症（そうこうきゅうちゅうしょう、英:paramphistomosis）とは双口吸虫寄生を原因とするウシ、ヒツジ、ブタ、ウマ、ヒト、シカなどの寄生虫病。ウシではCalicophoron calicophorum、Calicophoron microbothriodes、Orthocoelium streptocoelium、Paramphistomum ichikawai、Paramphistomum gotoi、Fischoederius elongatus、Homalogaster paloniae（平腹双口吸虫）の5属7種が双口吸虫症の原因となる。双口吸虫の虫卵は糞便とともに外界に排出され、ミラシジウムが中間宿主である巻貝の体表から侵入し、スポロシスト、母レジア、娘レジア、セルカリアへと発育し、光の刺激を受けて中間宿主体外へと移動し、水中の植物の茎や葉に吸着すしてメタセルカリアへとなる。メタセルカリアは終宿主が経口摂取することにより侵入し、小腸内で脱嚢、発育して成虫となる。ウシでの症状は極めて多数の寄生により前胃の消化機能障害、極めて多数のメタセルカリアを摂取した場合は小腸内に長期間滞留し、カタル性炎、点状出血、水様性下痢などを引き起こす。診断は糞便材料から渡辺法、時計皿法、昭和式法、ビーズ法などの沈澱虫卵法により虫体を検出することによって行う。